# Geo Bogza
Geo Bogza (n. 6 februarie 1908, Blejoi, România – d. 14 septembrie 1993, București, România) a fost un scriitor, jurnalist și poet român, teoretician al avangardei, asociat cu nașterea mișcării suprarealiste din România, fratele muzicianului Alexandru Bogza și al scriitorului Radu Tudoran (pseudonimul lui Nicolae Bogza).

## Biografie
Geo Bogza s-a născut la 6 februarie 1908, la Blejoi lângă Ploiești, ca fiu al lui Alexandru Bogza. Geo era fratele mai mic al lui Alexandru Bogza și fratele mai mare al lui Nicolae Bogza (cunoscut ulterior ca Radu Tudoran).
Nu a fost poet, reporter, creator al reportajului literar românesc, teoretician al avangardei, autor al câtorva din textele ei definitorii (Urmuz, Exasperarea creatoare, Reabilitarea visului), poet de mare întindere, de la „ciorchinul de negi” al Jurnalului la recea și solemna puritate a lui Orion, ziarist de curajoasă și consecventă atitudine democratică, patriotică, umanistă (Anii împotrivirii (1953), Pagini contemporane, Paznic de far), reporter al unor lumi, țări, priveliști, meridiane devenite componente ale unui univers particular, specific scriitorului, prozator al opulenței tâmpe (Înmormântări) și al plictisului exasperant provincial (O sută șaptezeci și cinci de minute la Mizil), al destinului individual tragic, sub semnul dorinței de înavuțire (Cum a înnebunit regele petrolului), al absurdului (Moartea lui Iacob Onisia), cântăreț, de amplitudine whitmaniană, al neamului din Carpați (Cartea Oltului), ci a fost poet, reporter, creator al reportajului literar românesc, teoretician al avangardei, autor al câtorva din textele ei definitorii (Urmuz, Exasperarea creatoare, Reabilitarea visului), poet de mare întindere, de la „ciorchinul de negi” al Jurnalului la recea și solemna puritate a lui Orion, ziarist de curajoasă și consecventă atitudine democratică, patriotică, umanistă (Anii împotrivirii (1953), Pagini contemporane, Paznic de far), reporter al unor lumi, țări, priveliști, meridiane devenite componente ale unui univers particular, specific scriitorului, prozator al opulenței tâmpe (Înmormântări) și al plictisului exasperant provincial (O sută șaptezeci și cinci de minute la Mizil), al destinului individual tragic, sub semnul dorinței de înavuțire (Cum a înnebunit regele petrolului), al absurdului (Moartea lui Iacob Onisia), cântăreț, de amplitudine whitmaniană, al neamului din Carpați (Cartea Oltului).
Autor al volumelor „Jurnal de sex” și „Poemul invectivă”, avangardistul Geo Bogza a fost închis de două ori pentru „pornografie“, fiind coleg de celulă la Văcărești cu celebrul criminal Berilă. Printre acuzatorii lui Bogza s-a numărat Nicolae Iorga.

### Date biografice selective
- 1915-1919 – Urmează școala primară la Ploiești[5].
- 1921-1925 – Urmează Școala de Marină din Galați și Constanța.
- 1928 – Editează la Câmpina revista „Urmuz”. Colaborează la revistele „Unu” și „Bilete de papagal”.
- 1929 – Are loc debutul său editorial cu „Jurnal de sex” și „Poemul invectivă” (1933) din cauza cărora va suporta rigorile legii, chiar cu detenție, sub acuzația de „pornografie”.
- 1936-1937 – Călătorește în Spania și Franța, în calitate de ziarist.
- 1937 – Apare volumul de poezii „Ioana Maria”.
- 1940-1944 – Este clasat printre autorii „cosmopoliți” și „degenerați” de către regimul antonescian.
- 1945 – Poate din nou publica, se alătură noului regim, comunist.
- 1952 - 1969 deputat în Marea Adunare Națională[6]
- 1955 – Devine membru al Academiei Române și membru în Consiliul Național pentru Apărarea Păcii.
- 1971 – Este decorat cu titlul de Erou al Muncii Socialiste.
- 1978 – Primește Marele Premiu al Uniunii Scriitorilor.[7]
- 1993 – Pe 14 septembrie moare la Spitalul Elias din București, la un an după fratele său, scriitorul Radu Tudoran.

## Operă

### Poeme
- Poemul invectivă - (1933)
- Ioana Maria (17 poeme) - (1937)
- Cântec de revoltă, de dragoste și de moarte - (1947)
- Orion - (1976)

### Reportaje
- Cartea Oltului - (1945)
- Țări de piatră, de foc, de pământ - (1939)
- Țara de piatră - (1946)
- Oameni și cărbuni în Valea Jiului -(1947)
- Veneam la vale -(1942)

## În alte limbi
- Hazai táj („Tablou geografic”), traducere în limba maghiară de György Jánosházy, Ifjúsági Könyvkiadó, București, 1954.[8]

## Distincții
- Medalia „A cincea aniversare a Republicii Populare Române” (24 decembrie 1952) „pentru lupta și munca duse în vederea făuririi, consolidării și prosperării Republicii Populare Române”[9]
- Ordinul Muncii clasa I (9 iunie 1954) „pentru merite deosebite în domeniul creației literare”[10]
- Ordinul „Steaua Republicii Populare Romîne” clasa a II-a (5 februarie 1958) „cu prilejul împlinirii a 50 ani de viață, pentru merite deosebite în creația literară și în activitatea obștească”[11]
- Ordinul „23 August” clasa a III-a (12 august 1959) „pentru activitate rodnică în dezvoltarea științei și culturii din Republica Populară Romînă”[12]
- Ordinul „Meritul Cultural” clasa I (25 decembrie 1967) „pentru merite deosebite în opera de construire a socialismului, cu prilejul celei de-a XX-a aniversări a proclamării Republicii”[13]
- titlul de Erou al Muncii Socialiste și medalia de aur „Secera și ciocanul” (4 mai 1971) „cu prilejul aniversării a 50 de ani de la constituirea Partidului Comunist Român, [...] pentru merite deosebite în domeniul științei, artei și culturii”[14]
- honorable mention: toast

## Legături externe
- Colecții digitalizate BCU IAȘI
- Materiale media legate de Geo Bogza la Wikimedia Commons

- Membrii Academiei Române din 1866 până în prezent – B
- Biografie Arhivat în 7 septembrie 2011, la Wayback Machine.
- Geo Bogza a făcut închisoare pentru poezii „pornografice“, 16 februarie 2008, Doinel Tronaru, Evenimentul zilei
- Un precursor al CNN-ului: Geo Bogza, 24 iunie 2005, Ion Cristoiu, Jurnalul Național
- Studii de literatură română recentă, vol II: Contribuții la istoria realismului socialist, coordonator Gheorghe Perian, Editura Limes, Cluj-Napoca, 2017, p. 114-129.